# Gomnes
Gomnes es una localidad de la provincia de Buskerud en la región de Østlandet, Noruega. A 1 de enero de 2017 tenía una población estimada de 378 habitantes.
Se encuentra ubicada al sur del país, al noroeste del fiordo de Oslo y cerca de las montañas de Halling y Hardanger. 